# دانشگاه دولتی طبی تاجیکستان
دانشگاه دولتی طبی تاجیکستان به نام ابوعلی بن سینا (به فارسی تاجیکی:Донишгоҳи давлатии тиббии Тоҷикистон ба номи Абӯалӣ Ибни Сино)، دانشگاهی دولتی در تاجیکستان است که در سال ۱۹۳۹ در شهر دوشنبه پایه‌گذاری شده است. این دانشگاه زیر نظر وزارت تندرستی جمهوری تاجیکستان اداره می‌شود. در هنگام یکپارچگی اتحاد جماهیر شوروی، دومین دانشگاه برتر شوروی شناخته می‌شده است.